# Николаевка (Двуречанский район)
Николаевка (укр. Миколаївка) — село,
Николаевский сельский совет,
Двуречанский район,
Харьковская область, Украина.
Код КОАТУУ — 6321883001. Население по переписи 2001 года составляет 566 (265/301 м/ж) человек.
Является административным центром Николаевского сельского совета, в который, кроме того, входят сёла
Неждановка,
Павловка и
Петровка.

## Географическое положение
Село Николаевка находится в балке Вишневая, на расстоянии в 4,5 км от реки Оскол (левый берег).
По селу протекает ручей с местным названием Хаврыша, ниже по течению которого примыкает село Лиман Второй.
Село вытянуто вдоль ручья на 5,5 км, на ручье сделана запруда (~40 га).
На расстоянии в 1 км расположены сёла Павловка и Неждановка, в 2-х км расположена железнодорожная станция Лиманская.
Восточная часть села раньше называлась Осоковка.
Рядом проходит автомобильная дорога Т-2109.

## История
- 1860 — дата основания.

## Экономика
- Есть два магазина, и Бар

## Объекты социальной сферы
- Школа.
- Клуб.

## Достопримечательности
- Братская могила советских воинов. Похоронено 37 воинов.
- Энтомологический заказник местного значения «Осоковский». Площадь 25,0 га. На склонах балок сохранились фрагменты редких растительных группировок. Тут представлен комплекс степных и луговых насекомых, связанных с соответствующими растительными формациями, в том числе редкие виды, занесенные в Красные книги разного ранга: дыбка степная, усач земляной крестоносец, сколия степная, махаон, бражник скабиозовый, синявец римнус.[1]

## Экология
- Рядом в селом проходят аммиакопровод и ЛЭП 110 кВ.

## Религия
- Церковь Георгия Победоносца.[2]